# WWE The Great American Bash

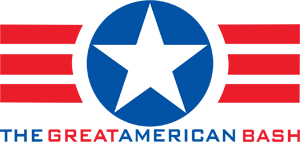

The Great American Bash was een jaarlijks pay-per-viewevenement in het professioneel worstelen geproduceerd door World Wrestling Entertainment (WWE). The Great American Bash was de opvolger van het oorspronkelijke evenement met dezelfde naam. Het werd geproduceerd door WCW. De WWE-versie wordt sinds 2004 jaarlijks in juli uitgezonden.
Na de laatste oorspronkelijke Great American Bash werd bekendgemaakt dat dit evenement niet meer gehouden zou worden in verband met de overname door de WWE. Na vier jaar werd echter het evenement een nieuw leven ingeblazen, namelijk in juni 2004. Dit is het enige voormalige WCW evenement dat ook door de WWE gehouden wordt.
Gedurende de periode dat alle pay-per-views exclusief waren voor een brand, was GAB exclusief voor SmackDown!.
Een kenmerk van GAB is dat alle leden van de US Army gratis kunnen kijken. Dat kan via de televisie, maar ze krijgen ook gratis toegang tot het evenement zelf. In 2009 maakte WWE bekend dat de titel The Great American Bash veranderd werd in The Bash.

## Chronologie
| Editie | Datum        | Stad                    | Locatie            | Main Event                                                                              |
| ------ | ------------ | ----------------------- | ------------------ | --------------------------------------------------------------------------------------- |
| 2004   | 27 juni 2004 | Norfolk (Virginia)      | Norfolk Scope      | The Undertaker vs The Dudley Boyz (Bubba Ray en D-Von) in een Handicap Match.           |
| 2005   | 24 juli 2005 | Buffalo (New York)      | HSBC Arena         | Batista (c) vs John "Bradshaw" Layfield voor de World Heavyweight Championship          |
| 2006   | 23 juli 2006 | Indianapolis (Indiana)  | Conseco Fieldhouse | Rey Mysterio (c) vs King Booker voor de World Heavyweight Championship                  |
| 2007   | 22 juli 2007 | San José (Californië)   | HP Pavilion        | John Cena (c) vs Bobby Lashley voor de WWE Championship                                 |
| 2008   | 20 juli 2008 | Uniondale (New York)    | Nassau Coliseum    | Triple H (c) vs Edge voor de WWE Championship                                           |
| 2009   | 28 juni 2009 | Sacramento (Californië) | ARCO Arena         | Randy Orton (c) vs. Triple H in een Three Stages of Hell Match voor de WWE Championship |